# 帕拉库埃略斯德希洛卡
帕拉库埃略斯德希洛卡，是西班牙阿拉贡自治区萨拉戈萨省的一个市镇。 总面积32平方公里，总人口494人（2001年），人口密度15人/平方公里。